# Cabras da Peste
Cabras da Peste é um filme de comédia de ação brasileiro,  produzido pela Netflix e lançado em 18 de março de 2021. O longa tem o estilo conhecido como buddy cop, mas com um toque à brasileira. Vitor Brandt dirige a produção. O filme é protagonizado por Edmilson Filho e Mateus Nachtergaele, além de Falcão, Letícia Lima, Evelyn Castro e Juliano Cazarré nos demais papéis principais.
Os cantores Gaby Amarantos e Júnior Groovador gravaram "Calor do Cão", uma paródia forrozeira do clássico "The Heat Is On", do cantor Glenn Frey, música de abertura do filme Um Tira da Pesada (1984).

## Elenco
- Edmilson Filho como Bruceuilis Nonato
- Mateus Nachtergaele como Renato Trindade
- Letícia Lima como Capitã Priscila
- Falcão como Deputado Zeca Brito
- Leandro Ramos como Raul
- Evelyn Castro como Josimara
- Valéria Vitoriano como Delegada Vitória Regina
- Juliano Cazarré como Caíque
- Eyrio Okura como Ping Li
- Jéssica Tamochunas como Rabo de Cavalo
- Victor Alen como Toninho
- Marianna Armellini como passageira do Uber
- Rafael Portugal como Robson (voz)